# Вінаго буруйський
Вінаго буруйський (Treron aromaticus) — вид голубоподібних птахів родини голубових (Columbidae). Ендемік Індонезії. Раніше вважався конспецифічним з вінаго-помпадуром.

## Опис
Довжина птаха становить 28 см. Виду притаманний статевий диморфізм. У самців лоб білуватий, тім'я і потилиця сірі, обличчя має оливковий відтінок, на очима вузькі оливкові "брови". Задня частина шия темно-оливкова, верхня частина тіла бордова, у самиць зелена. Верхня частина тіла відділена від шиї сірою смугою. Покривні пера крил темно-сірі, темно-оливкові або чорні з жовтими краями. Махові пера чорні з вузькими жовтими або білими краями. Нижня частина спини темно-оливкова, верхні покривні пера хвоста дещо світліші. Центральні стернові пера яскраво-оливкові, решта стернових пер зверху оливкові або сірі. На кінці хвоста є широка сірувата смуга. Підборіддя і горло зеленувато-жовте, груди світло-оливкові, живіт світлий, білувато-сіро-зелений. Стегна тьмяно-сіро-зелені, пера на стегнах мають широкі жовті края. Гузка зеленувато-біла. Стернові пера знизу чорні з широкою сіруватою смугою на кінці. Райдужки рожеві з блакитним кільцем, навколо очей сині кільця. Восковиця і дзьоб біля основі темні, кінець дзьоба синювато-роговий, лапи червонувато-коричневі.

## Поширення і екологія
Буруйські вінаго є ендеміками острова Буру. Вони живуть у вологих тропічних лісах та на узліссях. Зустрічаються поодинці, парами або невеликими зграйками, на висоті до 730 м над рівнем моря. Живляться плодами і насінням. Гніздо являє собою невелику платформу з гілочок. В кладці 2 білих яйця, інкубаційний період триває 12-14 днів. Насиджують і самиці і самці.

## Збереження
МСОП класифікує стан збереження цього виду як близький до загрозливого. За оцінками дослідників, популяція буруйських вінаго становить 10-20 тисяч птахів. Їм загрожує знищення природного середовища.